# بروميد الزنك
 بروميد الزنك مركب كيميائي له الصيغة ZnBr2، ويكون على شكل مسحوق بلوري أبيض.

## الخواص
- لمركب بروميد الزنك انحلالية جيدة جداً في الماء، فينحل منه 447 غ/ل عند الدرجة 20°س، كما أنه ينحل في المحلات العضوية مثل الكحول وثنائي إيثيل الإيثر والأسيتون.
- تتسيل بلورات بروميد الزنك بالتماس مع الهواء، ويوجد منه شكل ثنائي هيدرات ZnBr2.2H2O.

## التحضير
يحضر مركب بروميد الزنك من تفاعل بروميد الباريوم مع كبريتات الزنك، حيث يحدث تفاعل استبدال، ويترسب مركب كبريتات الباريوم من المحلول، ويبقى بروميد الزنك في المحلول الناتج.
BaBr2 + ZnSO4 → BaSO4 + ZnBr2
كما يحضر من تفاعل فلز الزنك مع حمض بروميد الهيدروجين 
Zn + HBr → ZnBr2 + H2

## الاستخدامات
- يستخدم مركب بروميد الزنك بشكل كبير في مجال الحفريات النفطية.
- يستخدم في الكيمياء العضوية كحفاز ، خاصة أنه ينتمي لأحماض لويس.
- نظراً لأن المحاليل المائية من بروميد الزنك لها كثافة عالية، فإن يستخدم كواق  ٍشفاف ضد الإشعاع